# Phialella chilensis
Phialella chilensis is een hydroïdpoliep uit de familie Phialellidae. De poliep komt uit het geslacht Phialella. Phialella chilensis werd in 1905 voor het eerst wetenschappelijk beschreven door Hartlaub. 